# Tocharowie

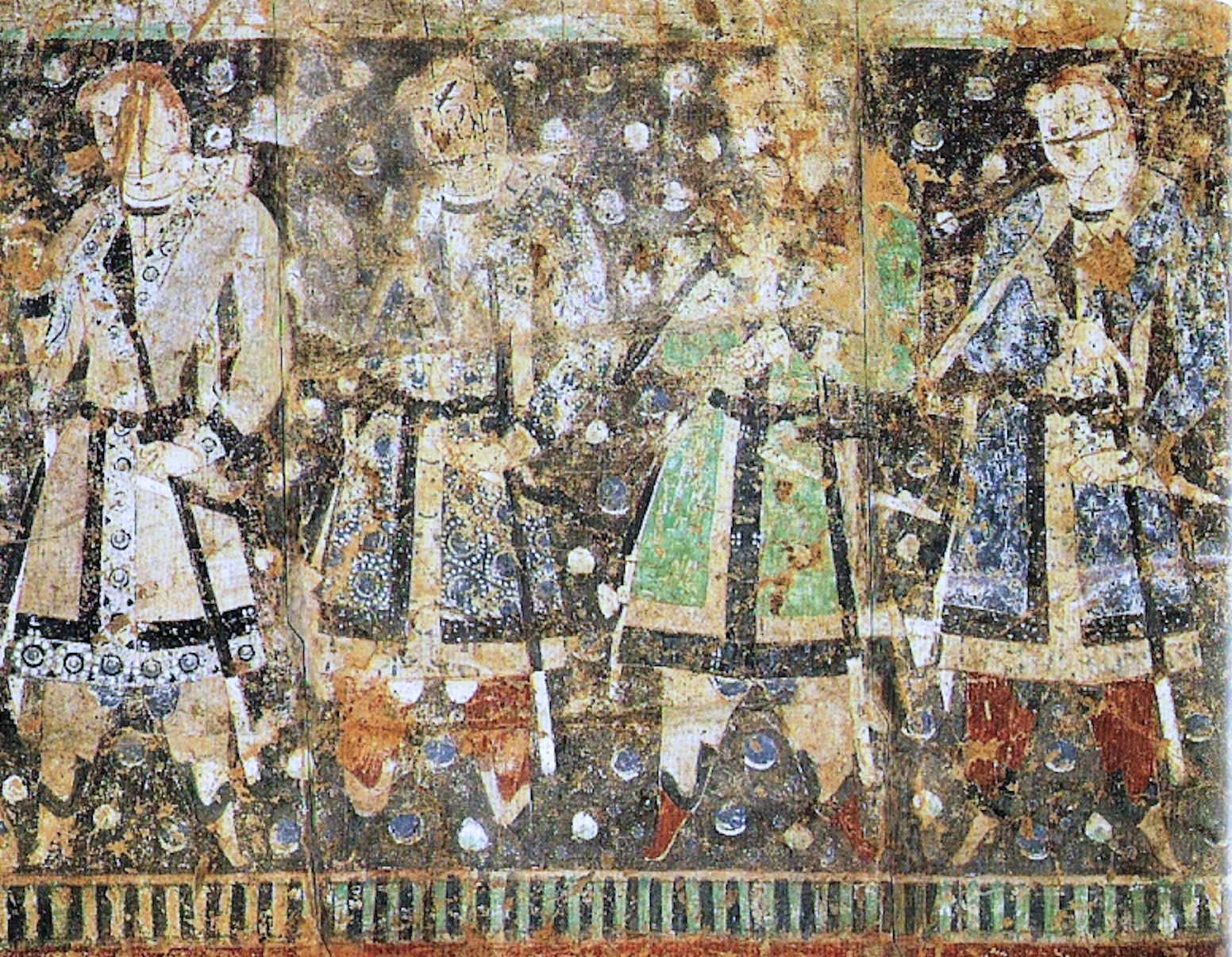
"Tocharowie", fresk z VI wieku

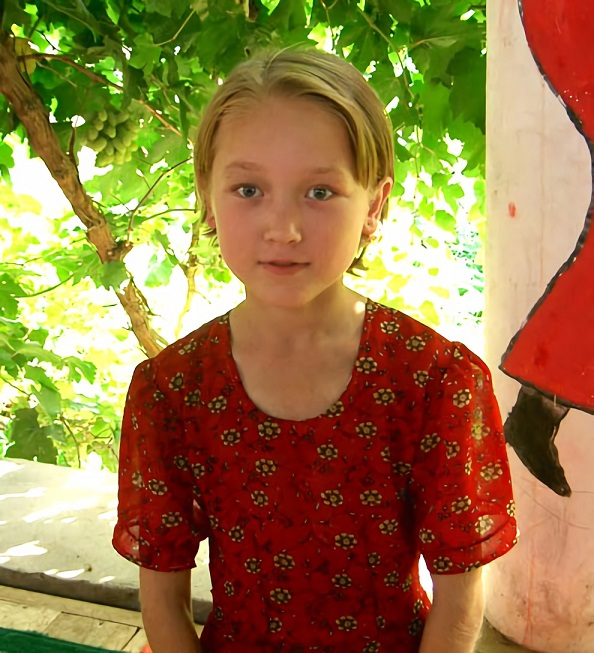
Młoda Ujgurka z Turfanu w Chinach - łącząca antropologiczne cechy indoeuropejskie i azjatyckie (zmarszczka nakątna)

Tocharowie (stgr. Τόχαροι Tócharoi, łac. Tochari) – w starożytności indoeuropejska grupa plemion, posługująca się językami tocharskimi.
Wspomniani przez pisarzy antycznych, m.in. przez Strabona i Pliniusza Starszego. Zajmowali się pasterstwem, uprawą roli, rzemiosłem i handlem. Trwają spory co do ich identyfikacji etnicznej – przez część badaczy identyfikowani są ze znanym z przekazów chińskich plemieniem Yuezhi. W drugiej połowie II wieku p.n.e. (ok. 130 roku p.n.e.) opanowali Baktrię, a w I wieku p.n.e. wspólnie z Kuszanami założyli w Azji Środkowej silne państwo, które przetrwało do IV–V wieku.
Języki tocharskie, należące do indoeuropejskiej grupy kentum, były używane na terenach wschodniego Kazachstanu i północno-zachodnich Chin (aż po Gobi) do VII w. n.e., kiedy zostały wyparte całkowicie przez język ujgurski. Tocharowie – obok Ujgurów – stanowią główną grupę etniczną, od której pochodzą dzisiejsi mieszkańcy zachodnich Chin, zwłaszcza regionu autonomicznego Sinciang.